# Astrograf

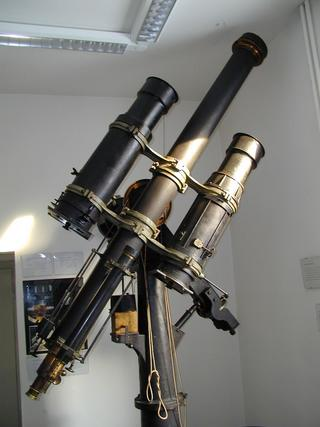
6-Zoll-Doppelastrograf von Max Wolf (Heidelberg) um 1890, f = 250 cm, d = 15 cm

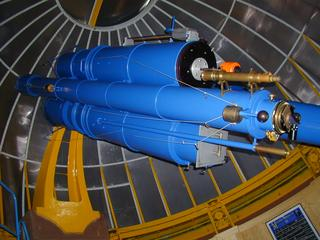
Bruce-Doppelastrograf der Landessternwarte Heidelberg-Königstuhl, f = 200 cm, d = 40 cm

Astrografen (auch Astrographen) sind spezielle Kameras, die für die Astrofotografie eingesetzt werden. Früher dienten sie auch der Wissenschaft, solange Spiegelteleskope noch nicht in guter Qualität zu fertigen waren. Heute sind sie nur in der Amateurastronomie zu finden.
Astrografen haben die Besonderheit, trotz langer Brennweiten große Felder am Himmel zu erfassen und lichtstark abzubilden.
Für diese Aufgabenstellung sollen ihre Objektive ein besonders großes (z. B. 300 mm × 300 mm), möglichst verzeichnungsfreies und planes Bildfeld liefern. Auch soll der Abbildungsmaßstab über einen großen Spektralbereich konstant bleiben und sich bei nächtlicher Abkühlung nicht zu stark ändern. Mit Linsenobjektiven wurden bereits um 1900 Optiken mit 40 cm Öffnung konstruiert (siehe Bild des Bruce-Doppelastrografen).

## Doppelastrografen
Besonders Doppel-Astrografen waren ein nützliches Hilfsmittel der praktischen Astronomie. Sie wurden bis in die zweite Hälfte des 20. Jahrhunderts produziert. Dabei werden zwei gleichartige Kameras durch eine parallaktische Montierung präzise den Sternen nachgeführt. Durch unterschiedliche Ausstattung der beiden Astrografen mit Farbfiltern oder mit einem Prisma vor einem der beiden Objektive können zur selben Zeit Vergleichsaufnahmen vom selben Himmelsgebiet, aber mit unterschiedlichen Informationen angefertigt werden.
Man erhält so Fotos derselben astronomischen Beobachtungsobjekte, die sich nur in der Farbe unterscheiden oder ein normales Foto und eines, auf dem die Sterne zu Spektren auseinandergezogen wurden. Es ist auch denkbar, eine der Fotoplatten relativ zum gesamten Instrument zu bewegen. Mit dieser Methode erhält man wieder ein normales Foto einer bestimmten Himmelsgegend, auf dem ein Komet oder Planetoid als Strichspur dargestellt wird und ein zweites, auf dem diese Objekte scharf abgebildet werden und die Sterne als Striche. Seit den Anfängen der Astrofotografie dienen die zweiten Platten auch zur Bestätigung, um nicht Plattenfehler oder Lichtreflexe als neuentdeckte Himmelskörper misszudeuten.

## Optische Bauweise
Am Anfang des 20. Jahrhunderts wurden Objektive für Astrografen verwendet, die den damaligen Foto-Objektiven im Aufbau ähnelten. Diese waren damals dreilinsige symmetrisch aufgebaute Objektive. Zwischen zwei bikonvexen Linsen befand sich eine bikonkave Linse. Für die Fotografie wurde dieses System durch Änderung der hinteren Linse in ein Kittglied aus zwei verschiedenen Gläsern zu dem bekannten Tessar weiterentwickelt. Der Optikrechner August Sonnefeld ging 1932 für große Astrografen-Objektive einen anderen Weg. Er spaltete die Frontlinse in zwei völlig gleiche Bikonvexlinsen auf und erhielt dadurch ein fast ideales optisches System, den Astro-Vierlinser.
Heute werden in der Astrofotografie für die gleichen Aufgaben Schmidt-Kameras und Ritchey-Chrétien-Cassegrain-Teleskope verwendet, die ebenfalls ein sehr großes Bildfeld haben. Linsenfernrohre werden in der wissenschaftlichen Astronomie heute weniger benutzt. Auch das Prinzip des Doppelfernrohrs ist obsolet, bzw. wird zu vollständig anderen Zwecken genutzt (Interferometrie).